# Børglum (plaats)
Børglum is een plaats in de Deense regio Noord-Jutland, gemeente Hjørring. De plaats telt ca 200 inwoners (2008).

## Klooster

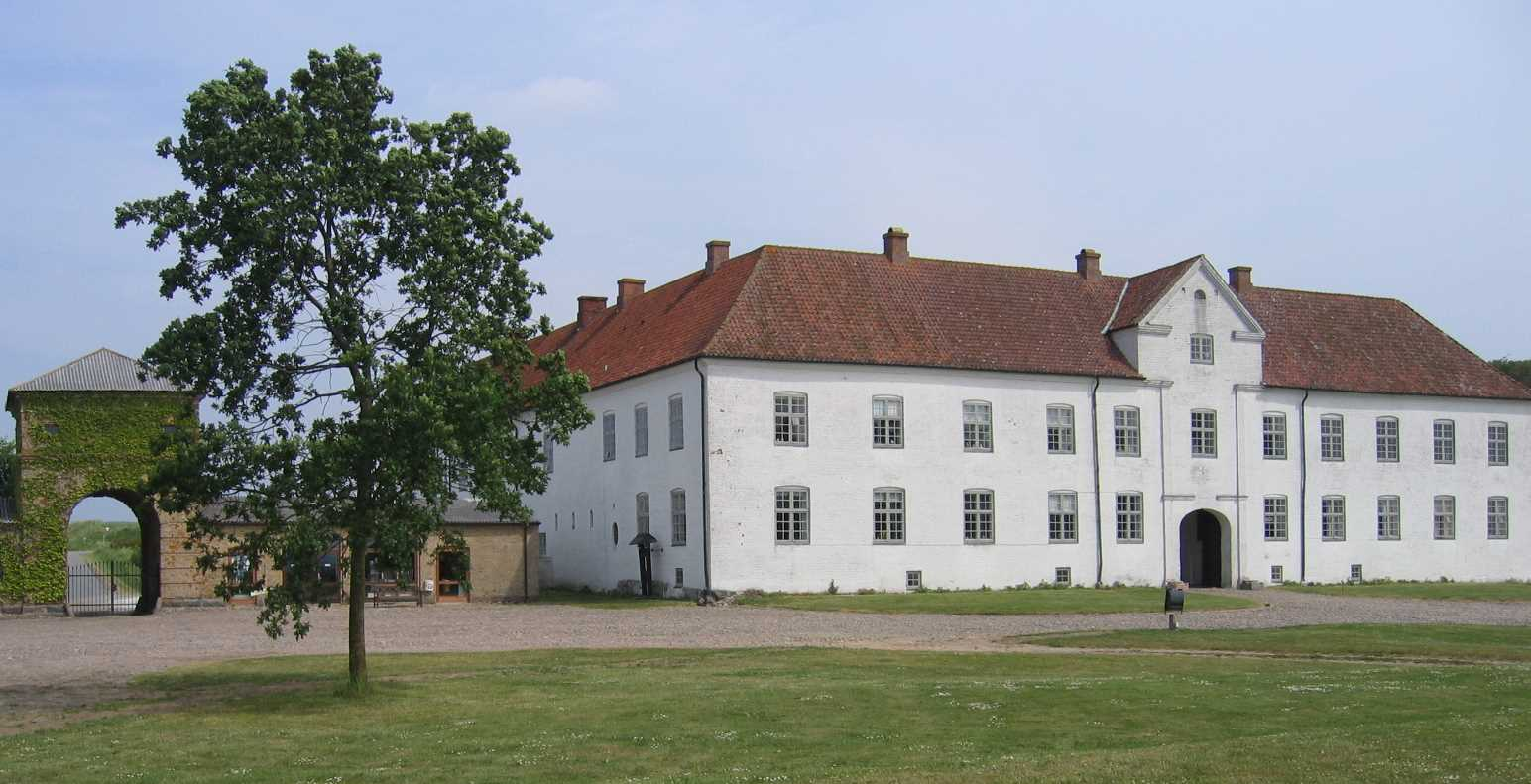
Børglum Klooster

Het dorp is vooral bekend vanwege het Norbertijner klooster uit het begin van de 13e eeuw. Hoewel kloosters in Denemarken al in 1535 werden afgeschaft is het kloostergebouw in Børglum bewaard gebleven. Voordat Aalborg zetel van het bisdom in Noord-Jutland werd huisde de bisschop voor het gebied in het klooster. 
- Library of Congress Control Number: n86055645
- Nationale Bibliotheek van Israël: 987007557697305171
- Virtual International Authority File: 147829543